# Masseo di Assisi
Frate Masseo di Assisi (... – 1280) è stato un francescano italiano.

## Biografia
Frate Masseo da Marignano (Assisi)

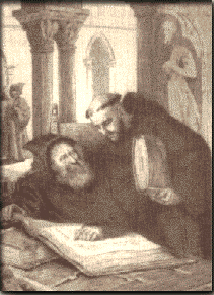
Frate Masseo

È bene precisare che, sfortunatamente, le notizie riguardanti il frate sono quantitativamente scarse, ma è comunque possibile ricostruire passaggi della sua vita attraverso le fonti in cui esso è citato.
È citato nella Lettera di Greccio* (biografia di S.Francesco, redatta l'11 agosto 1246 dai Frati Leone, Angelo, Ruffino) come uno dei “santi frati” che, fornirono ai tre redattori della lettera, notizie e testimonianze su S.Francesco. 
I Fioretti (raccolta di miracoli ed esempli devoti, del Santo di Assisi, ricavati, quasi interamente, dagli “Actus beati Francisci et sociorum eius” nell'ultimo quarto del duecento da Frate Ugolino da Monte Santa Maria). Molto amato e rispettato da S.Francesco essendo stato il più “vicino” dei suoi discepoli, nell'elenco delle virtù del frate minore è ricordato per l'aspetto attraente e il buon senso. I fioretti che lo riguardano hanno come tema l'umiltà, l'obbedienza e l'amore infinito verso Dio. 
Nel 1220 ca. il frate si recò a Roma insieme a Francesco per far sì che la “regola” (povertà e l'assoluta rinuncia a ogni bene materiale) dettata da Francesco, avesse l'approvazione del Papa Onorio III.
Secondo la tradizione nel 1224 ca. sul monte della Verna, Frate Masseo e Angelo, assistette alla prima miracolosa manifestazione delle stimmate di S. Francesco.
Il frate morì nel 1280 e fu sepolto presso la tomba del Santo Francesco nella cripta della Basilica di Assisi, dove tuttora riposa.
FONTI STORICHE:
- Lettera di Greccio [574]
- Spec Perf 85 [1782]
- Fioretti X-XIII.XXXII [1838-1842.1866]
- Fioretti XVI [1845]
- Fioretti [1924]
- Diploma di Teobaldo [3392]
- Spec Perf 85 [1782]